# Philibert Collet
Pour les articles homonymes, voir Collet.
Philibert Collet (Sidi-bel-Abbès, 12 décembre 1896 – Toulouse, 15 avril 1945) est un officier général français, Compagnon de la Libération.

## Biographie

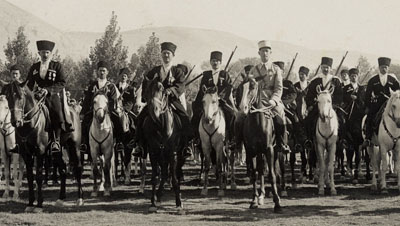
Cavaliers du groupement tcherkesse avec officier français.

Engagé volontaire en 1915 au 2e régiment de zouaves, il dirige le groupe franc du 1er régiment de tirailleurs algériens et termine la Première Guerre mondiale comme sous–lieutenant et chevalier de la Légion d’honneur le 9 octobre 1918.
En 1919, il est envoyé comme officier de renseignements de l'Armée du Levant dans le Nord de la Syrie alors sous mandat français et dirige un groupe de supplétifs dans plusieurs opérations contre des tribus révoltées de 1920 à 1924 pendant les opérations visant à mettre en œuvre le mandat. On le renforce alors par un escadron de Tcherkesses, accueillis par l'Empire ottoman après le génocide tcherkesse, et installés en Syrie.
Pendant la révolte druze de 1925-1927, Collet avec son groupement d’escadrons tcherkesses, faisant partie des Troupes spéciales du Levant, participe à la tête de ses hommes à de nombreuses opérations. 
Philibert Collet épouse une Britannique, Anne Clempert, le 4 juillet 1929 à Port-Saïd, et ils ont un fils, Ronald, né en 1930.
Le 21 mai 1941, Collet passe avec une partie de ses hommes en Transjordanie rejoignant les Forces françaises libres. Il est accueilli par le capitaine Paul Jourdier du 1er régiment (de marche) de spahis marocains. 

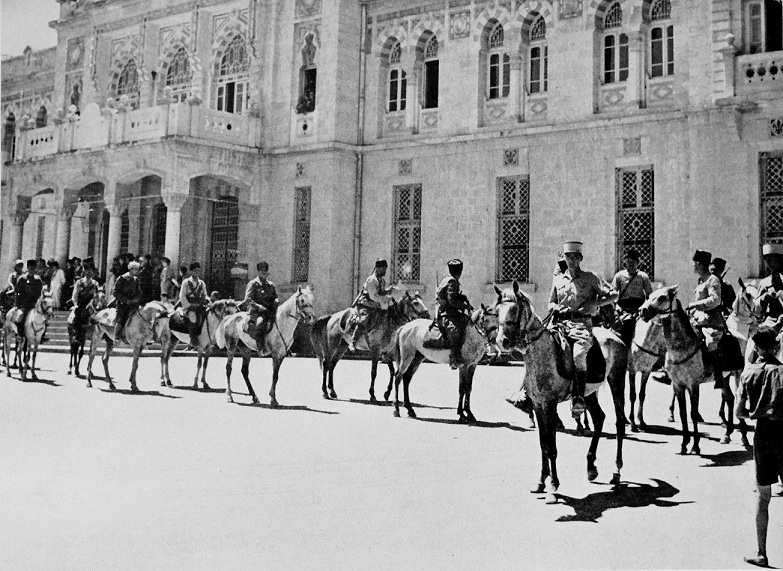
Les cavaliers du colonel Collet devant la gare de Damas le 26 juin 1941.

Il participe à la campagne de Syrie et entre le 21 juin à la tête de l’escorte du général Legentilhomme à Damas.
En janvier 1944, il est décoré de l'ordre de la Libération par Charles de Gaulle à Alger. Ce dernier l'affecte, après le déplacement de ce dernier à Toulouse les 16 et 17 septembre 1944, au commandement de la 17e région militaire à Toulouse. Le général Collet meurt à Toulouse le 15 avril 1945 après une brève maladie.
Il repose au cimetière de Terre-Cabade à Toulouse.
Une rue porte son nom à Châtillon-sur-Chalaronne (Ain).

## Carrière
- 1926 : capitaine
- 1938 : chef de bataillon
- mai 1941 : lieutenant colonel
- juin 1941 : colonel
- août 1941 : général de brigade
- 25 novembre 1944 : général de division

## Décorations

### Décorations françaises
- Grand officier de la Légion d'honneur (9 décembre 1944)
- Compagnon de la Libération par décret du 31 mars 1944[2]
- Croix de guerre 1914–1918 (4 citations)
- Croix de guerre des Théâtres d'opérations extérieurs (17 citations)
- Croix du combattant volontaire 1914–1918
- Médaille commémorative de la guerre 1914–1918
- Médaille interalliée de la Victoire
- Médaille commémorative de Syrie-Cilicie.

### Décorations étrangères
- Croix de guerre 1914-1918 (Belgique).
- 3e classe de l'ordre du mérite (Liban).
- Grand cordon de l’ordre des Omeyyades (Syrie).
- 1re classe de l'ordre du mérite (Syrie).